# Афаджато
Афаджато (англ. Mount Afadjato, эве Afadzato) — гора в Гане, в районе Хохоэ области Вольта, рядом расположены деревни Льяти-Воте и Гбледи.
Название горы на языке Эве означает «война с кустами (лесом)», так как некоторые растения могут вызывать раздражение и заболевание кожи.
Высота над уровнем моря — 885 м. Это высочайшая точка страны. Гора Афаджато расположена восточнее водохранилища Вольта у границы с Того.
Геологически гора принадлежит к цепи Атакора. На склоне Афаджато расположены водопады, являющиеся одной из достопримечательностей местности.